# Edwin Kiptolo Boit
Edwin Kiptolo Boit, né en 1991, est un nageur kényan. 

## Carrière
Edwin Kiptolo Boit obtient la médaille de bronze des relais 4 x 100 mètres nage libre et 4 x 200 mètres nage libre aux Jeux africains de 2011 à Maputo.